# Joseph Hahn
Joseph Hahn, ismertebb nevén Joe Hahn (Dallas, 1977. március 15. –) az amerikai Linkin Park nevű együttes DJ-je. A Linkin Park összes stúdióalbumán játszott. Mr. Hahn vagy Chairman Hahn néven is ismert.

## Élete
Dallasban született, három gyermek közül a legfiatalabbként. 
Van két nővére. A kaliforniai Glendale-ben nőtt fel. Koreai származású. 1995-ben érettségizett a Herbert Hoover High School tanulójaként. Ezután a pasadenai Art Center College of Design iskolában tanult, de nem szerzett diplomát.
A középiskolában ismerkedett meg Mike Shinodával, és csatlakozott Xero nevű együtteséhez. A zenekar neve később Hybrid Theory lett az első EP-jük után. Később újból nevet változtattak: Linkin Park lett a nevük.

## Diszkográfia
- Hybrid Theory (2000),
- Meteora (2003),
- Minutes To Midnight (2007),
- A Thousand Suns (2010),
- Living Things (2012),
- The Hunting Party (2014),
- One More Light (2017),
- Hybrid Theory (20th Anniversary Edition) (2020)
- From Zero (2024)